# Leț
Leț (węg. Lécfalva) – wieś w Rumunii, w okręgu Covasna, w gminie Boroșneu Mare. W 2011 roku liczyła 626 mieszkańców.